# La Vierge du rosaire (Van Dyck)
Pour les articles homonymes, voir La Madone du rosaire.
La Vierge du rosaire (ou Madone du rosaire) est un tableau d'Antoine van Dyck qui lui fut commandé en 1625 pour l'autel de l'Oratorio del Rosario di San Domenico (it) à Palerme.

## Histoire
Du printemps 1624 à l'automne 1625, van Dyck séjourna à Palerme, sur l'invitation du vice-roi Emmanuel-Philibert de Savoie.
Peu de temps après l'arrivée du peintre, la ville fut frappée d'une épidémie de peste. En été 1624, des reliques furent découvertes dans une des grottes du mont Pellegrino où une sainte locale, Rosalie de Palerme, s'était retirée pour y vivre en ermite au XIIe siècle. L'église palermitaine établit qu'il s'agissait des reliques de la sainte et, sur l'ordre de l'archevêque Giovanni Doria, elles furent transférées en procession à Palerme. Quelque temps après cette procession, la peste cessa et la sainte vénérée pour son intercession devint la patronne de la ville.

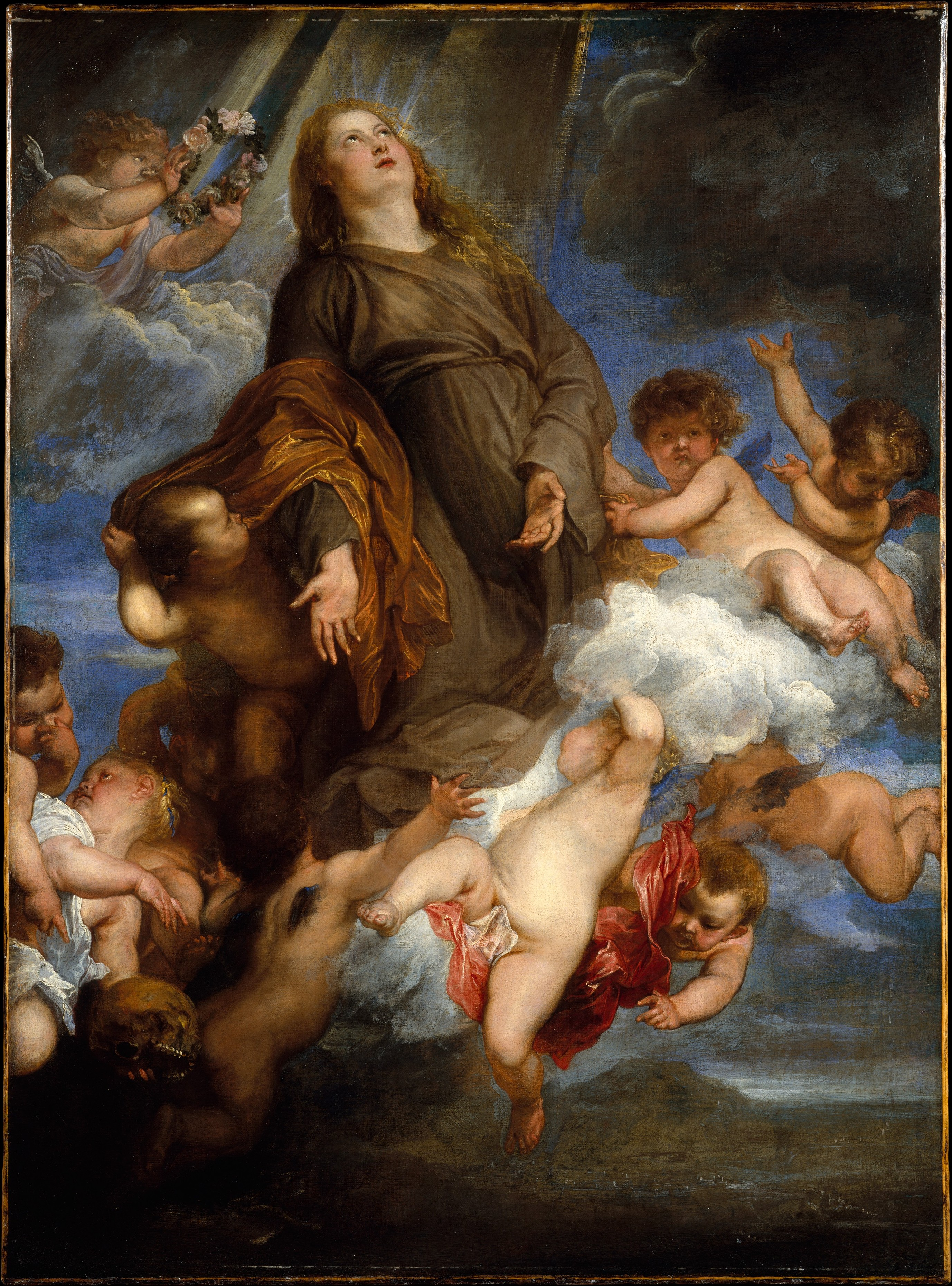
Sainte Rosalie intercédant pour la fin de la peste à Palerme, 1624.

La naissance de ce nouveau culte eut un grand impact sur les arts. En 1625, van Dyck fut commissionné pour réaliser un tableau d'autel pour l'Oratorio San Domenico. L'oratoire possédait une toile de la Vierge au rosaire de Mario Minniti mais elle n'incluait pas sainte Rosalie. Le tableau de van Dyck inclut la Vierge et sainte Rosalie et est considéré aussi comme un ex-voto en remerciement de l'intercession de la sainte. Van Dyck avait déjà réalisé un tableau de sainte Rosalie Santa Rosalia in gloria, intercede per la fine della peste a Palermo (it) en 1624 pour Antonio Ruffo, noble sicilien.
Peu après avoir accepté la commande, van Dyck retourna à Gênes où il exécuta  la toile, d'où le tableau fut expédié à Palerme (probablement en 1628).

## Description

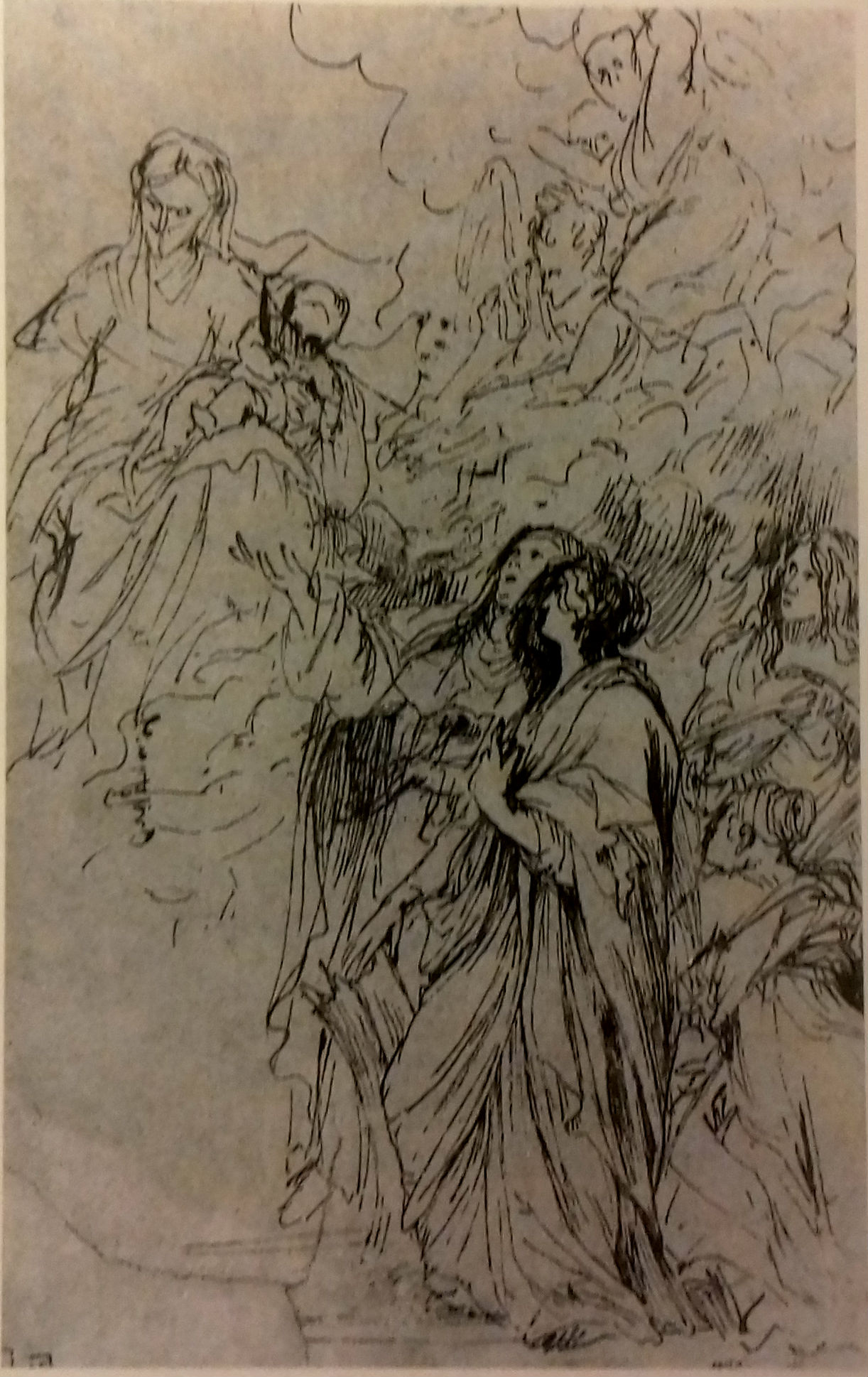
Étude de van Dyck pour La Vierge du rosaire.

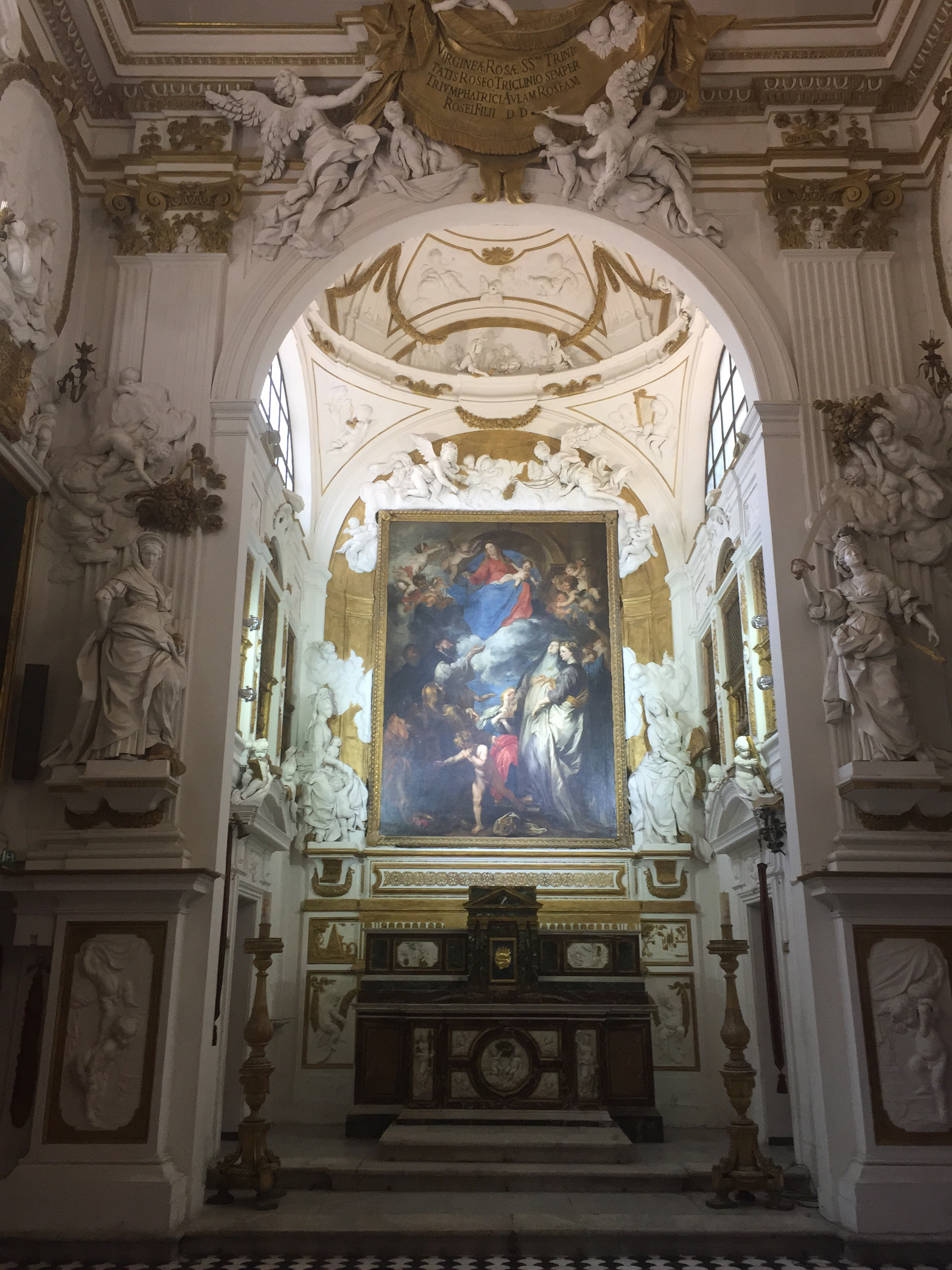
La Vierge du rosaire dans l'oratoire de saint Dominique à Palerme.

Il n'existe qu'une étude connue de van Dyck pour la préparation de ce tableau, conservée au musée d'Hilversum.
Le tableau, de grande taille, est remarquable par l'éclat des couleurs rouge et bleue. Son organisation en deux parties suit la représentation mariale établie.
Dans la partie supérieure, une Vierge à l'Enfant entourée d'angelots donne un chapelet à saint Dominique, placé au milieu du côté gauche, debout, la main tendue. La figure du saint sert de lien entre les registres supérieur et inférieur.
Dans la partie inférieure, le saint est entouré d'autres saints et saintes en adoration de la Vierge et l'Enfant. Le contrat de la commande du tableau rédigé en 1625 indique la liste des saints à représenter : trois saints dominicains : Dominique, Catherine de Sienne, Vincent Ferrier, et cinq saints liés à la ville de Palerme et à la Sicile : Christine de Tyr, Nymphe, Olive, Agathe, et Rosalie de Palerme, la raison pour laquelle le tableau avait été commandé.
Sainte Rosalie est représentée de trois-quarts dos au centre gauche du tableau. Elle est reconnaissable à son sarrau et à sa longue chevelure blond vénitien.
Devant elle à sa droite, un jeune garçon nu s'enfuit en se tenant le nez et en regardant un crâne posé sur le sol. Le crâne fait référence à la pestilence des rues de la ville pendant la peste et est un des attributs récurrents dans les représentations de la sainte.

## Genèse de l'œuvre
Les termes du contrat de commande contiennent la requête explicite que saint Vincent Ferrier soit représenté dans le tableau. Il est possible que van Dyck se soit inspiré d'un tableau plus ancien, propriété des Dominicains, exposé dans leur église San Domenico de Palerme : la  Madonna del Rosario (1540) de Vincenzo degli Azani où figure aussi le prédicateur dominicain de Valence.
D'autre part, il se peut que la rivalité entre Dominicains et Franciscains ait joué un rôle dans leur commande à van Dyck pour avoir eux aussi un tableau d'un peintre célèbre. En effet, les Franciscains possédaient dans leur oratoire San Lorenzo La Nativité avec saint François et saint Laurent (probablement de 1609) du Caravage.
Une autre source d'inspiration peut être la première toile réalisée par son maître Rubens pour la commande de la Madonna della Vallicella à Rome. La toile avait été refusée par ses commanditaires et Rubens l'avait rapportée à Anvers où van Dyck avait pu la voir. En particulier, la sainte Olive de van Dyck (tenant une branche d'olivier au premier plan à droite) rappelle de près la sainte Domitille de Rubens sur le côté droit de son tableau.

## Influence de l'œuvre
Le tableau de van Dyck exposé publiquement eut une influence notable sur les artistes locaux et en particulier sur Pietro Novelli qui participa à la décoration de l'Oratoire. Sa fresque du plafond Incoronazione della Vergine (1630) reprend les couleurs éclatantes du tableau de l'autel, se démarquant en cela de son style précédent plus sombre.
Quelque soixante années après la mise en place de La Vierge du rosaire, la confrérie de l'Oratorio del Rosario di Santa Cita (it) se dota elle aussi d'un tableau par un artiste reconnu, Carlo Maratta. Le sujet de sa toile, Madonna del Rosario (1695), est le même que celui de van Dyck et en reprend certaines caractéristiques, comme la représentation de trois quarts dos de sainte Rosalie.

## Galerie des œuvres citées

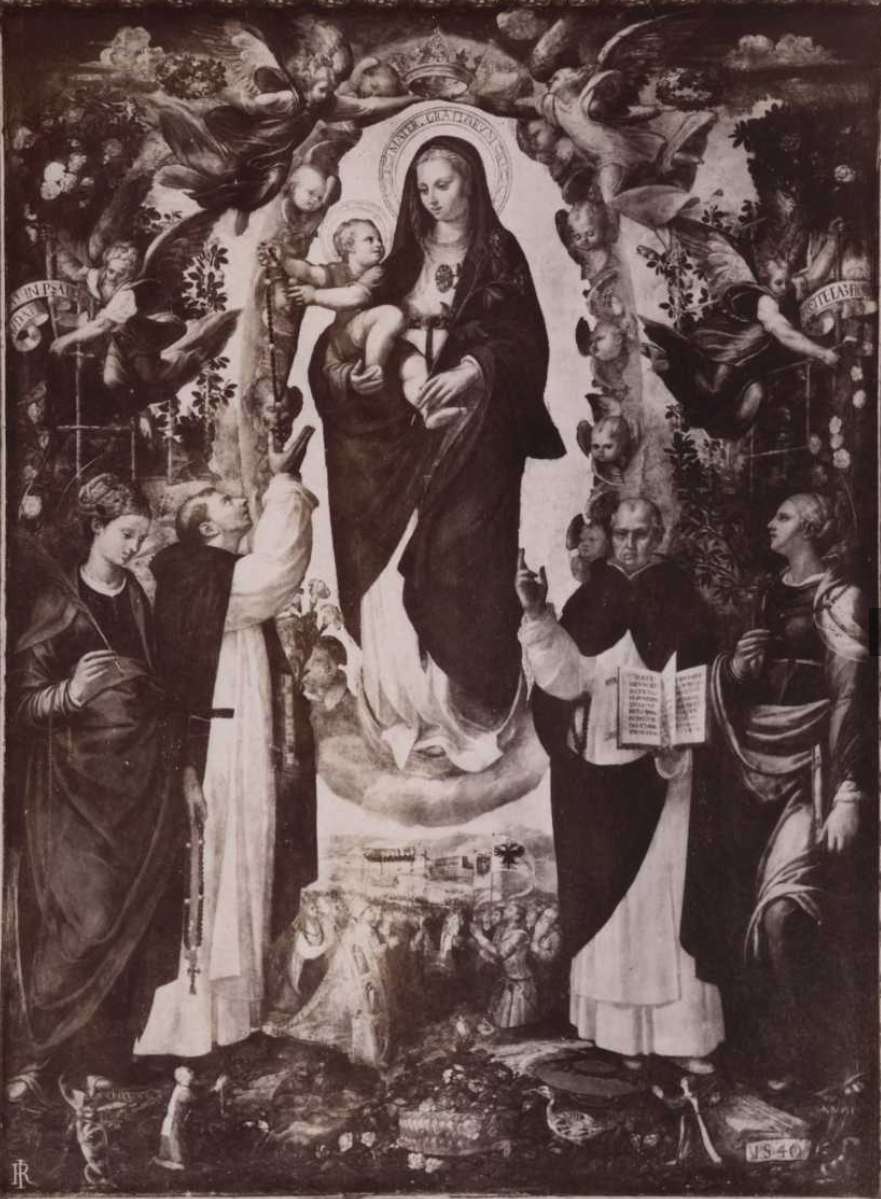
Vierge du rosaire de Vincenzo degli Azani.
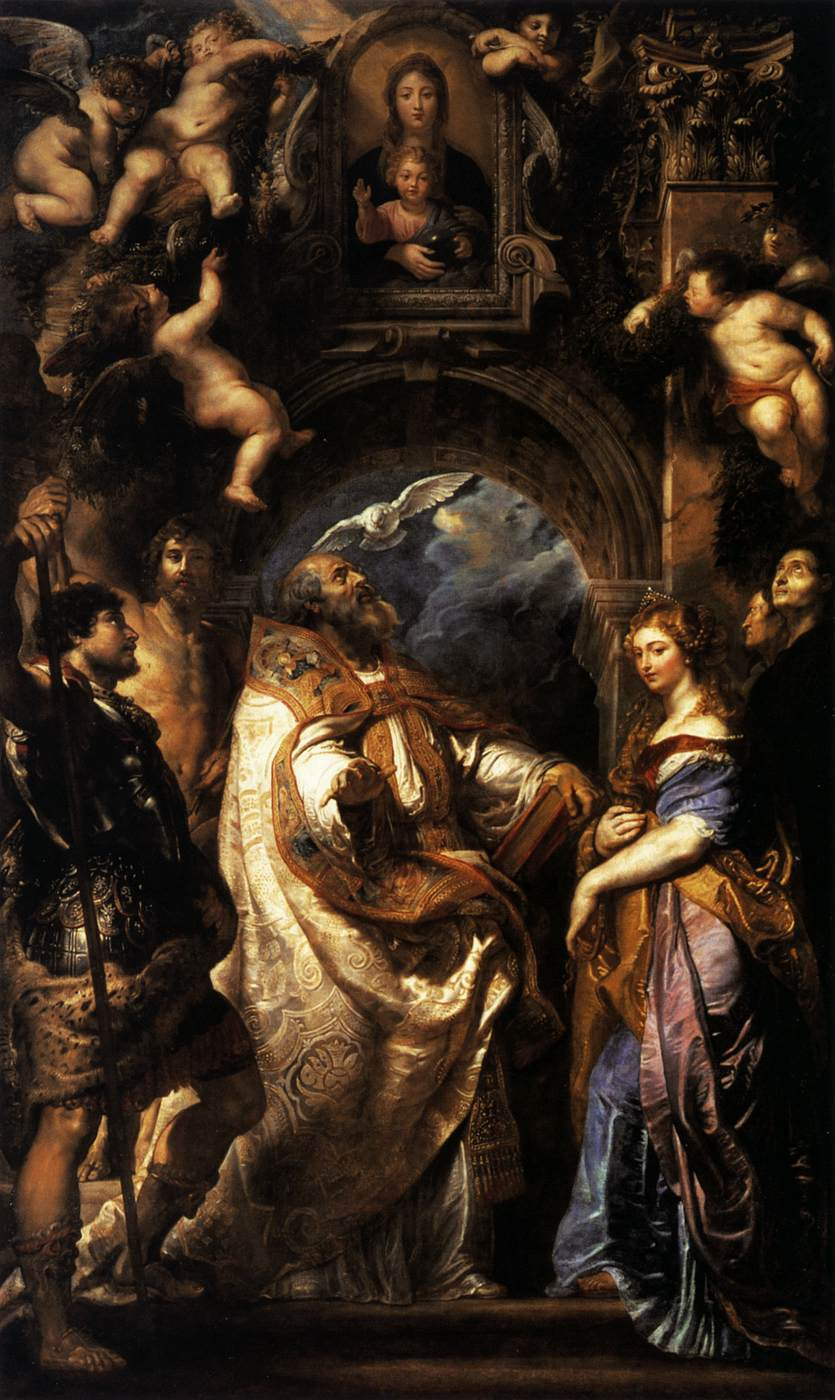
Extase de saint Grégoire de Rubens.
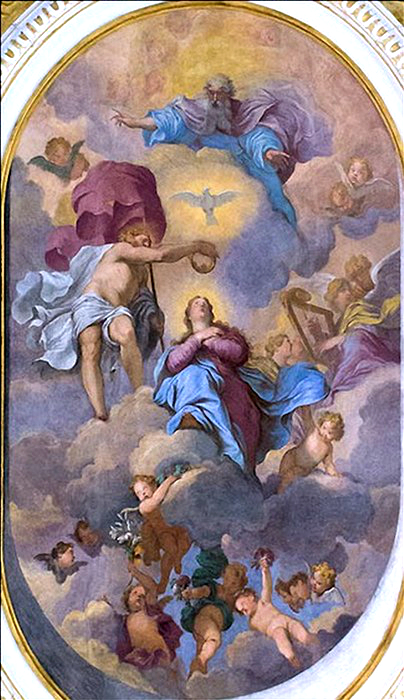
Vierge du rosaire, fresque de Pietro Novelli.
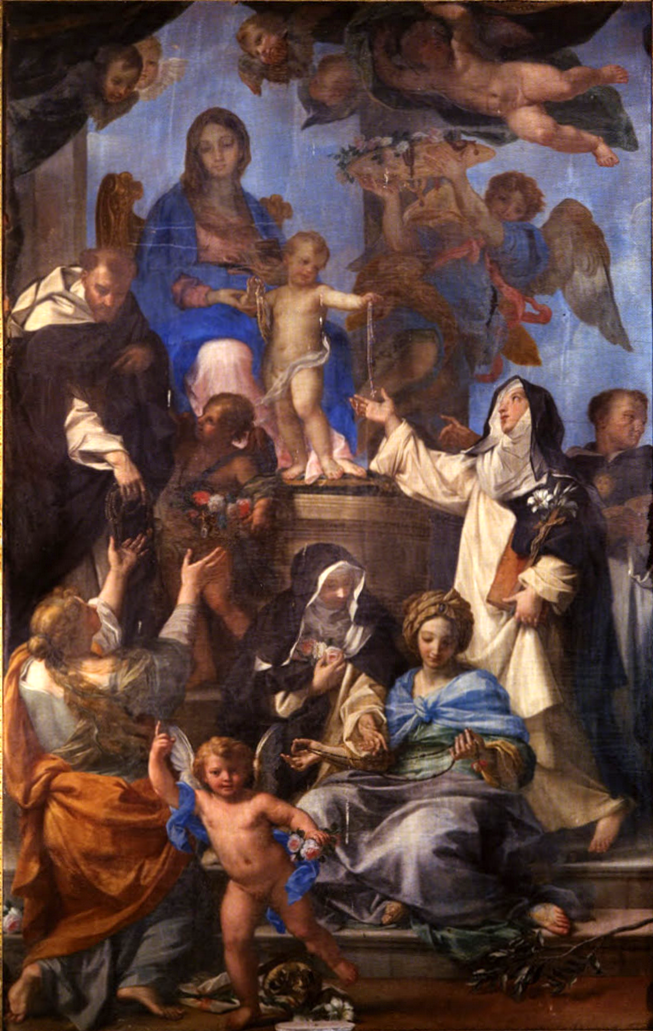
Vierge du rosaire de Carlo Maratta